# デニス・スチュワート
デニス・スチュワート（Dennis Stewart、1960年5月12日 - ）は、イギリスのウェスト・ブロムウィッチ出身の柔道選手。階級は95kg級。身長182cm。段位は6段。

## 人物
1986年の英連邦競技大会95kg級で3位になった。1987年の世界選手権では7位だった。1988年のヨーロッパ選手権では5位だったものの、1988年ソウルオリンピックでは銅メダルを獲得した。

## 主な戦績
- 1986年 - 英連邦競技大会　3位
- 1987年 - フランス国際　2位
- 1987年 - ヨーロッパ選手権　5位
- 1987年 - 世界選手権　7位
- 1988年 - ヨーロッパ選手権　5位
- 1988年 - ソウルオリンピック　3位
- 1989年 - イギリス国際　2位